# Civiltà egea
La civiltà egea è un termine generale utilizzato per le civiltà dell'età del bronzo della Grecia e dell'Egeo. Ci sono infatti tre distinte regioni geografiche comunicanti e interagenti fra loro: Creta, le Cicladi e la Grecia continentale, patria rispettivamente della civiltà minoica, della civiltà cicladica e della civiltà micenea. Dal 1450 a.C. circa (Tardo Elladico, Tardo Minoico), la civiltà micenea greca si espande a Creta.

## Periodizzazione

### Creta
- Antico Minoico AM 3650-2160 a.C.
- Medio Minoico MM 2160-1600 a.C.
- Tardo Minoico TM 1600-1170 a.C.

### Cicladi
- Antico Cicladico 3300-2000 a.C.
- Kastri = AE II-AE III (2500 circa - 2100) a.C.
- Convergenza con il MM dal 2000 a.C. circa

### Grecia continentale
- Antico Elladico AE 2800-2100 a.C.
- Medio Elladico ME 2100-1500 a.C.
- Tardo Elladico TE 1500-1100 a.C.

## Commercio
Il commercio, di una certa estensione, era praticato fin da tempi molto antichi, come è testimoniato dalla distribuzione dell'ossidiana di Melos per tutta l'area dell'Egeo. Troviamo così vasi cretesi esportati a Melos, in Egitto e nella Grecia continentale. I vasi di Melo a loro volta arrivarono a Creta. Dopo il 1600 a.C. c'è un commercio molto serrato con l'Egitto, ed i prodotti egei trovano la loro strada verso tutte le coste del Mediterraneo. Nessuna traccia di moneta è venuta alla luce, se non teste d'ascia, troppo leggere per un utilizzo pratico. Sono stati trovati pesi standard, come pure rappresentazioni di lingotti. I documenti scritti egei non sono ancora attestati (essendo trovati fuori dell'area) come corrispondenza epistolaria con altre regioni. Le rappresentazioni di navi non sono comuni, ma molte ne sono state osservate sulle gemme egee, sigilli ingemmati, padelle e vasi. Si tratta di vascelli con bordi bassi, alberi e remi. La familiarità con il mare è testimoniata dal libero utilizzo di motivi marini nella decorazione. La maggior parte delle illustrazioni dettagliate si trovano nel cosiddetto "affresco della nave" ad Akrotiri sull'isola di Thera (Santorini) preservatosi, dall'eruzione vulcanica che distrusse la città, per lo spesso strato di cenere caduto che ne conservò così in modo stupefacente l'antica fattura.
Le scoperte successive del XX secolo, di navi commerciali affondate come quella a Uluburun e a Capo Gelidonya in mare aperto sulle coste meridionali della Turchia hanno portato alla luce un'enorme quantità di informazioni riguardo a questa cultura.

## Evidenza
Per i dettagli dell'evidenza monumentale si possono consultare gli articoli su Creta, Micene, Tirinto, Troade, Cipro, ecc. Il sito più rappresentativo esplorato fino a oggi è Cnosso (vedi Creta) il quale non ha soltanto prodotto la più varia ma anche la più continua attestazione che va dal periodo neolitico al crepuscolo della civiltà classica. Prossima come importanza a Hissarlik, Micene, Festo, Haghia Triada, Tirinto, Phylakope, Paleocastro e Gournia.

### Evidenza interna
- Strutture; le rovine di palazzi, ville palaziali, case, tombe costruite a cupola o a cista e fortificazioni (isole dell'Egeo, Grecia continentale e Anatolia nord-occidentale), ma non i diversi templi; i piccoli luoghi sacri, tuttavia, e i temene (recinti religiosi; i resti di uno essi venne probabilmente trovato a Petsofa vicino a Palekastro da J. L. Myres nel 1904) sono raffigurati su intagli e affreschi. Da fonti e da lavori di intarsio abbiamo anche rappresentazioni di palazzi e case.
- Decorazione strutturale; caratteristiche strutturali, come colonne, fregi e vari modanature; decorazione murale, come i dipinti con la tecnica dell'affresco, i rilievi e gli intarsi musivi colorati. Le tegole per il tetto furono anche occasionalmente impiegate, a Lerna e Akovitika nell'Antico Elladico,[1] e successivamente nelle città micenee di Gla e Midea.[2]
- Arredamento; (a) arredamento domestico, come vasi di ogni tipo e in molti materiali, dalle grandi giare per immagazzinamento fino ai minuti vasetti per unguenti; utensili culinari e di altro tipo; troni, sedie, tavoli, ecc., questi sono in pietra o di terracotta rivestita. (b) arredamenti sacri, come modelli o esempi effettivi di oggetti rituali; di questi noi abbiamo anche numerose rappresentazioni pittoriche. (c) arredamenti funerari, per es. bare in terracotta dipinta.
- Prodotti artistici; per es. oggetti plastici, intagliati nella pietra o avorio, fusi o martellati in metallo (oro, argento, rame e bronzo), o modellati in argilla, faenza, ma esistono molti esempi di lavori scultorei più piccoli. Vasi di tutti i tipi, intagliati scolpiti nel marmo o altre pietre, fusi o martellati in metallo o forgiati in argilla, questi ultimi in un enorme numero e varietà, riccamente decorati con schemi colorati, e talvolta con decorazioni a bassorilievo. Esempi di dipinti su pietra, opaco e trasparente. Oggetti incisi in gran numero per es. anelli incastonati e gemme; e un'immensa quantità di stampi d'argilla, presi da questi.
- Armi, utensili e attrezzi vari; in pietra, argilla e bronzo, e infine ferro, talvolta riccamente decorati o intarsiati.  Nessuna armatura effettiva, eccetto quella cerimoniale e funeraria vicino al morto, come le corazze in oro nelle tombe a circolo di Micene o la completa armatura proveniente da Dendra.
- Oggetti di uso personale; per es. fermagli (fibule), spilli, rasoi, pinzette, ecc., spesso consacrati a una divinità, per es. nella caverna di Dictaea a Creta. Nessun materiale tessile è sopravvissuto se non impresso nell'argilla.
- Documenti scritti; per es. le tavolette di argilla e dischi (finora soltanto a Creta), ma niente di natura più deperibile, come pelle, papiri, ecc.; gemme intagliate e imitazione di gemme; legende scritte con pigmento su ceramica (rara); caratteri incisi su pietra o ceramica, che mostrano numerosi sistemi di alfabeti, ideogrammi o sillabogrammi (vedi Lineare B).
- Tombe scavate; a fossa, camera o thòlos, in cui il morto veniva adagiato, insieme a vari oggetti di uso comune e di lusso, senza cremazione, in bare o loculi o coperture semplici.
- Lavori pubblici; come i piani stradali pavimentati e a gradini, ponti, sistemi di drenaggio, ecc.

### Evidenza esterna
- Monumenti e documenti di altre civiltà contemporanee; per es. raffigurazioni di popoli stranieri negli affreschi egiziani; imitazione di tessuti e stili egei in terre non egee; allusioni ai popoli mediterranei in documenti egiziani, semitici o babilonesi.
- Tradizioni letterarie di civiltà successive; specialmente quella ellenica; come, ad esempio, quelle incluse nei poemi omerici, le leggende riguardanti Creta, Micene, ecc.; affermazioni riguardanti l'origine degli dei, culti e così via, trasmesse a noi da antiquari ellenici come Strabone, Pausania, Diodoro Siculo, ecc.
- Tracce di costumi, credenze, rituali, ecc; nell'area egea in un periodo successivo, in disaccordo con la civiltà dove si praticavano e che indicano la provenienza da sistemi più arcaici. Bisogna inoltre considerare possibili sopravvivenze linguistiche e anche fisiche.

Micene e Tirinto sono i due siti principali la cui attestazione di una civiltà preistorica venne rimarcata tempo fa dai greci classici.

## Scoperta
Il muro di cinta e le torri della cittadella micenea, il suo ingresso con i leoni araldici, e il grande "Tesoro d'Atreo" lasciarono una testimonianza silenziosa per secoli fino all'arrivo di Heinrich Schliemann; ma si supponeva parlassero soltanto nell'ambito omerico, o, tutt'al più, riferivano di un primitivo inizio eroico della civiltà puramente ellenica. Fino a che Schliemann non espose i contenuti delle tombe, ubicate proprio dentro la cinta muraria; solo allora gli studiosi riconobbero lo stadio avanzato dell'arte al quale gli abitatori preistorici della cittadella erano pervenuti.
Ci fu, comunque, una buona quantità di altre attestazioni disponibili prima del 1876, che, essendo state collezionate e studiate in modo serio, possono non aver dato credito all'effetto sensazionale che eventualmente fece la scoperta delle tombe della cittadella. Sebbene fosse riconosciuto che alcuni tributari, rappresentati per es. nella tomba della XVIII Dinastia di Rekhmara nella Tebe egiziana, in atto di portare vasi con forme caratteristiche, fossero di una qualche razza del Mediterraneo, né essi però precisano l'ambiente naturale, né se il grado della loro civiltà potrebbe essere determinata dai pochi resti preistorici effettivi conosciuti nelle terre del Mediterraneo. Nemmeno gli oggetti egei che stavano giacendo all'ombra dei musei nel 1870, o pressappoco, fornirono una prova sufficiente riguardo ai fondamenti reali sottostanti ai miti ellenici dell'Argolide, della Troade e di Creta, sì da essere presi in modo serio. I vasi egei sono stati esposti sia a Sèvres che a Neuchâtel fin dal 1840 circa, la provenienza (cioè fonte o origine) essendo in un caso Phylakope, Milo, e nell'altro Cefalonia.
Ludwig Ross, l'archeologo tedesco amministratore designato alle antichità di Atene al tempo dell'instaurazione del Regno di Grecia, con le sue esplorazioni nelle isole greche dal 1835 in avanti, richiamava l'attenzione per alcuni antichi intagli, da allora in poi conosciuti come Inselsteine (in tedesco pietre dell'isola); ma fu solo verso il 1878 che C. T. Newton dimostrò che queste non erano prodotti frammentari fenici. Nel 1866 le strutture primitive vennero scoperte sull'isola di Therasia da cavatori che estraevano pozzolana, una cenere vulcanica silicea, per i lavori del Canale di Suez. Quando questa scoperta fu seguita nel 1870, sulla vicina Thera (Santorini), dai rappresentanti della Scuola di Francia ad Atene, fu trovata molta ceramica di una classe adesso nota che precede immediatamente il vasellame tipico del Tardo Egeo, e molti oggetti in pietra e in metallo. Questi furono datati dal geologo Ferdinand A. Fouqué, talvolta in modo arbitrario, al 2000 a.C., dalla considerazione fatta riguardo al sovrastante strato eruttivo.
Nel frattempo, nel 1868, le tombe a Ialysus sull'isola di Rodi hanno fruttato ad Alfred Biliotti molti vasi pregiati dipinti negli stili che furono chiamati più tardi il terzo e quarto "Miceneo"; ma questi, comprati da John Ruskin, e presentati al British Museum, destarono meno attenzione di quanto meritassero, supponendo che fossero di un qualche edificio locale asiatico di incerta data. Nemmeno vi fu una connessione immediatamente rivelata tra loro e gli oggetti trovati quattro anni più tardi in una tomba a Menidi in Attica e una tomba ad "alveare" tagliata nella roccia vicino all'Heraeum argivo.
Anche i primi scavi di Schliemann a Hissarlik nella Troade non destarono sorpresa. Ma la "Città Bruciata" del suo secondo strato, rivelata nel 1873, con le sue fortificazioni, vasi e un tesoro di oggetti in oro, argento e bronzo, che lo scopritore relazionava con essa, iniziò a destare una curiosità destinata di lì a poco ad espandersi lontano, fuori dal ristretto circolo di studiosi. Come Schliemann rinvenne, tre anni più tardi le tombe di Micene, la luce si riversò da tutti i lati sul periodo preistorico della Grecia. Fu riconosciuto che il carattere dell'edificio e della decorazione degli oggetti micenei non era quello di ogni altra ben-nota arte. Una vasta estensione temporale venne provata dall'identificazione delle Inselsteine e dei vasi di Ialysus con il nuovo stile, e ugualmente dalla collezione delle più antiche scoperte di Thera e Hissarlik. Una relazione tra gli oggetti d'arte descritti da Omero e il tesoro miceneo fu generalmente accettata, e un'opinione corretta prevalse sul fatto che, anche se certamente posteriore, la civiltà dell'Iliade fu una reminiscenza di quella micenea.
Schliemann riprese a lavorare di nuovo a Hissarlik nel 1878, e di gran lunga incrementò la nostra conoscenza degli strati più bassi, ma non riconosce i resti egei nella sua città "lidia" del sesto strato. Questi non vennero pienamente rivelati fino a che il Dr. Wilhelm Dorpfeld, assistente di Schliemann nel 1879, ricomincia il lavoro a Hissarlik nel 1892 dopo la morte del primo esploratore. Ma mettendo a nudo nel 1884 lo strato superiore dei resti sulla roccia di Tirinto, Schliemann diede un contributo alla nostra conoscenza riguardo alla vita domestica preistorica che fu ampliata due anni più tardi dalla scoperta di Christos Tsountas del palazzo di Micene. Il lavoro di Schliemann a Tirinto non venne ripreso fino al 1905, quando fu provato, come si sospettava da diverso tempo, che un palazzo più antico giaceva sotto quello che era già stato scoperto.
A partire dal 1886, vennero rinvenuti una serie di sepolcri micenei fuori dell'Argolide: questi ritrovamenti, insieme alla continuazione dell'esplorazione di Tsountas negli edifici e nelle sepolture minori a Micene, si deve il ritrovamento di numerosi oggetti preziosi che furono poi raccolti nel Museo Nazionale ad Atene. Vennero rinvenute e scavate tombe a tholos (spesso già parzialmente saccheggiate, ma che conservavano ancora alcuni degli oggetti), ad Arkina ed Eleusi in Attica, a Dimini vicino a Volos in Tessaglia, a Kampos ad ovest del monte Taigeto e a Maskarata a Cefalonia. La tomba più ricca di tutte venne rinvenuta a Vaphio in Laconia nel 1889. Nel corredo erano comprese molte gemme e lavori d'oreficeria, tra i quali due splendidi bicchieri o tazze d'oro lavorate a sbalzo, con scene di soggiogamento del toro; inoltre furono trovati alcuni vasi rotti dipinti in uno stile particolare, che rimasero un enigma fino agli scavi di Cnosso.
In 1890 e 1893, Staes abbandonò alcune tombe a tholos meno ricche a Thoricus in Attica; mentre altre tombe, ad "alveare" tagliate nella roccia o a camere, furono trovate a Spata e Aphidna in Attica, a Egina e Salamina, nell'Heraeum argivo e a Nauplia nell'Argolide, vicino a Tebe e a Delphi, e non lontano da Larissa nella Tessaglia. Durante gli scavi dell'Acropoli ad Atene, terminati nel 1888, furono trovati molti frammenti di vasi in stile miceneo; ma ad Olympia non ne vennero recuperati, o forse perché non essendo stati riconosciuti come tali, furono buttati via; allo stesso modo il sito del tempio a Delfi non produsse niente che fosse inequivocabilmente egeo (nella datazione). Anche le esplorazioni statunitensi effettuate nell'Heraeum argivo, concluse nel 1895, non riuscirono a provare che il sito fosse stato importante in tempi preistorici, sebbene nei periodi successivi, come ci si poteva aspettare dai suoi dintorni e anche per la stessa Micene, ci fossero state tracce di occupazione.
La ricerca preistorica inizia adesso ad estendersi oltre la Grecia continentale. Alcune isole centrali egee, Antiparo, Io, Amorgo, Siro e Sifanto, si rivelarono essere tutte singolarmente ricche di attestazioni riguardanti il periodo Medio-Egeo. La serie di tombe costruite al modo sirano, contenenti i resti di corpi accovacciati, è la migliore e più rappresentativa, conosciuta in tutto l'Egeo. Melos, a lungo fu segnalata come una fonte di oggetti antichi, ma non scavati sistematicamente fino a che, nel 1896, non fu in mano alla Scuola Britannica di Atene, guadagnando così i resti di Phylakope di tutti i periodi egei, eccetto il neolitico.
Una mappa di Cipro nella tarda età del bronzo (così come viene fornita da J. L. Myres e M. O. Richter nel Catalogo del Museo di Cipro) mostra più di 25 insediamenti pressappoco nel distretto di Mesaorea soltanto, di cui uno, a Enkomi (Cipro), vicino al sito di Salamina, ha fruttato il più ricco tesoro egeo in metalli preziosi trovato fuori Micene. E. Chantre nel 1894 recuperò del vasellame opaco, come quello di Hissariik, nella Frigia centrale e a Pteria, e le spedizioni archeologiche inglesi, mandate successivamente nell'Anatolia nord-occidentale, sono sempre riuscite a riportare, dalle valli del Rhyndncus, Sangarius e Halys esemplari in ceramica con caratteristiche egee.
In Egitto nel 1887, W. M. F. Petrie trovò frammenti dipinti in stile cretese, a Kahun nel Fayum, e più lontano sul Nilo, a Tell el-Amarna, nel 1889, rischiava non meno di 800 pezzi di vasi egei. Sono adesso stati riconosciuti nelle collezioni del Cairo, a Firenze, Londra, Parigi e Bologna molte imitazioni egiziane in stile egeo che possono essere serviti a compensare i molti debiti che i centri della cultura egea avevano contratto con l'Egitto. Due vasi egei furono trovati a Sidone nel 1885, e molti frammenti di ceramica egea, specialmente cipriota, è stata portata alla luce durante scavi recenti nella Palestina finanziati con fondi palestinesi.
La Sicilia, fin da quando P. Orsi scavò nel 1877 la necropoli sicula vicino a Lentini, ha prodotto una miniera di antichi resti, tra i quali appaiono in successione regolare costruzioni egee e motivi di decorazione risalenti al periodo del secondo strato di Hissarlik. La Sardegna ha siti egei, per es. ad Abini vicino a Teti; e la Spagna ha ritrovato oggetti riconosciuti come egei nelle tombe vicino a Cadice e a Saragozza.
Una terra, comunque, ha eclissato tutte le altre nell'Egeo per la ricchezza dei suoi resti concernenti tutti i periodi preistorici — Creta; e in modo così abbondante che, attualmente, dobbiamo considerarla come la sorgente della civiltà egea, e probabilmente per molto tempo il suo centro sociale e politico. L'isola per prima attrasse l'attenzione degli archeologi per i considerevoli arcaici bronzi greci trovati nelle caverne del Monte Ida nel 1885, compresi monumenti epigrafici come le famose leggi di Gortina. Ma i primi incontestati resti egei, riportati alla luce dal suolo cretese, furono pochi oggetti estratti dal sito di Cnosso da Minos Kalokhairinos di Candia nel 1878. Questi furono seguiti da alcune scoperte fatte nella pianura di Messara da F. Halbherr. Tentativi infruttuosi a Cnosso furono fatti da W. J. Stillman e H. Schliemann, e da A. J. Evans; questi entrando sulla scena nel 1893, viaggio nei successivi anni intorno alle isole raccogliendo prove inconsistenti e sconsiderate, le quali gradualmente lo convinsero che le cose più importanti sarebbero state eventualmente trovate. Ottenne abbastanza sì da renderlo capace di predire la scoperta di caratteri scritti, fino ad allora mai sospettati nella civiltà egea. La rivoluzione del 1897-98 aprì la porta ad una più vasta conoscenza, a cui molte esplorazioni seguirono.
In questo modo l'"area egea" è adesso venuta a significare l'arcipelago con Creta e Cipro, la penisola ellenica con le isole ioniche, e L'Anatolia occidentale. L'evidenza è ancora mancante per le coste macedoni e traci. I germogli sono trovati nell'area del Mediterraneo occidentale, in Sicilia, Italia, Sardegna e Spagna, e nell'area del Mediterraneo orientale in Siria e in Egitto. Per quanto riguarda la Cirenaica, l'informazione è ancora insufficiente.